# Alexis Vega
Ernesto Alexis Vega Rojas (Mexico-Stad, 25 november 1997) is een Mexicaanse voetballer die doorgaans als aanvaller speelt. Hij verruilde Deportivo Toluca in januari 2019 voor CD Guadalajara. Vega debuteerde in 2019 in het Mexicaans voetbalelftal .

## Carrière
Vega speelde in de jeugd van Pumas UNAM tot hij hier niet goed genoeg werd bevonden. De coaches van Deportivo Toluca zagen het wel in hem zitten en namen hem daarna op in hun jeugdopleiding. Vega debuteerde op 28 februari 2016 in het eerste elftal van Toluca, in een met 0–1 verloren wedstrijd in de Liga MX thuis tegen Pachuca. Zijn eerste doelpunten als prof volgden op 16 april 2016. Hij maakte toen zowel de 1–0 als de 3–0 in een met 4–2 gewonnen competitiewedstrijd thuis tegen Veracruz. In de tussentijd speelde hij ook zijn eerste wedstrijden in de Copa Libertadores.
Vega speelde vier seizoenen in het eerste elftal van Toluca, waarvan de laatste twee als basisspeler. Hij verruilde de club in januari 2019 voor CD Guadalajara. Hiervoor maakte hij op 17 februari 2019 voor het eerst in zijn carrière een hattrick. Hij maakte alle doelpunten in een met 3–0 gewonnen competitiewedstrijd thuis tegen Atlas. Vega groeide bij Guadalajara uit tot vaste basisspeler. Hij speelde in juli 2022 zijn honderdste wedstrijd in de Liga MX voor de club.

## Clubstatistieken
| Seizoen     | Club             | Competitie  | Competitie | Competitie | Beker | Beker | Internationaal | Internationaal | Totaal | Totaal |
| Seizoen     | Club             | Competitie  | Wed.       | Dlp.       | Wed.  | Dlp.  | Wed.           | Dlp.           | Wed.   | Dlp.   |
| ----------- | ---------------- | ----------- | ---------- | ---------- | ----- | ----- | -------------- | -------------- | ------ | ------ |
| 2015/16     | Deportivo Toluca | Liga MX     | 10         | 2          | 0     | 0     | 5              | 1              | 15     | 3      |
| 2016/17     | Deportivo Toluca | Liga MX     | 12         | 1          | 2     | 0     | —              | —              | 14     | 1      |
| 2017/18     | Deportivo Toluca | Liga MX     | 17         | 3          | 7     | 2     | —              | —              | 24     | 5      |
| 2018/19     | Deportivo Toluca | Liga MX     | 19         | 6          | 3     | 0     | —              | —              | 22     | 6      |
| Club totaal | Club totaal      | Club totaal | 58         | 12         | 12    | 2     | 5              | 1              | 75     | 15     |
| 2018/19     | CD Guadalajara   | Liga MX     | 16         | 4          | 1     | 0     | —              | —              | 17     | 4      |
| 2019/20     | CD Guadalajara   | Liga MX     | 24         | 5          | 4     | 2     | —              | —              | 28     | 7      |
| 2020/21     | CD Guadalajara   | Liga MX     | 32         | 4          | 0     | 0     | —              | —              | 32     | 4      |
| 2021/22     | CD Guadalajara   | Liga MX     | 26         | 6          | 0     | 0     | —              | —              | 26     | 6      |
| 2022/23     | CD Guadalajara   | Liga MX     | 32         | 6          | 0     | 0     | —              | —              | 32     | 6      |
| Club totaal | Club totaal      | Club totaal | 130        | 25         | 5     | 2     | 0              | 0              | 135    | 27     |

Bijgewerkt t/m 13 juli 2023

## Interlandcarrière
Vega debuteerde op 27 maart 2019 in het Mexicaans voetbalelftal . Dat speelde die dag een met 4–2 gewonnen oefeninterland, thuis tegen Paraguay. Hij viel in de 78e minuut in voor Javier Hernández. Vega maakte drie maanden later deel uit van de Mexicaanse selectie voor de CONCACAF Gold Cup 2019. Hij maakte tijdens dat toernooi zijn eerste doelpunt voor het Mexicaanse nationale elftal, de 6–0 in een met 7–0 gewonnen groepswedstrijd tegen Cuba.
Als innmiddels tienvoudig international maakte Vega in 2021 deel uit van het Mexicaans olympisch team op de Olympische Zomerspelen 2020. Hij speelde alle zes de speelronden en scoorde tegen Frankrijk, Zuid-Afrika en - in de wedstrijd om het brons - Japan. Bondscoach Gerardo Martino nam Vega anderhalf jaar later mee naar het WK 2022. Hier begon hij in alle drie de wedstrijden van de Mexicanen in de basis.

## Erelijst
| Competitie             | Aantal | Jaren  |        |        |
| Mexico                 | Mexico | Mexico | Mexico | Mexico |
| ---------------------- | ------ | ------ | ------ | ------ |
| CONCACAF Gold Cup      | 1x     | 2019   |        |        |
| Mexico olympisch team  |        |        |        |        |
| Olympische Zomerspelen | 1x     | 2020   |        |        |

1 Rodríguez ·
2 Alanís ·
3 Salcido  ·
4 Pereira ·
5 Marín ·
6 Hernández ·
7 Pineda ·
9 Pulido ·
10 López ·
11 Brizuela ·
13 Sandoval ·
14 Zaldívar ·
15 Benítez ·
17 Sánchez ·
20 Pizarro ·
24 Cisneros ·
25 Pérez ·
28 Basulto ·
29 Cisneros ·
30 Cota ·
31 Cervantes ·
34 Jiménez ·
35 Torres ·
Coach: Almeyda
1 Talavera ·
2 Araujo ·
3 Montes ·
4 E. Álvarez ·
5 Vásquez ·
6 Arteaga ·
7 Romo ·
8 Rodríguez ·
9 Jiménez ·
10 Vega ·
11 Funes Mori ·
12 Cota ·
13 Ochoa ·
14 Gutiérrez ·
15 Moreno ·
16 Herrera ·
17 Pineda ·
18 Guardado  ·
19 Sánchez ·
20 Martín ·
21 Antuna ·
22 Lozano ·
23 Gallardo ·
24 Chávez ·
25 Alvarado ·
26 K. Álvarez ·
Coach: Martino